# Pieksämäki
Pieksämäki är en kommun (formellt kallad stad) i landskapet Södra Savolax i Finland. Pieksämäki har 17 253 invånare och har en yta på 1 836,22 km², varav 1 568,61 km² är landområden.
Grannkommuner är Hankasalmi, Jorois, Juva, Kangasniemi, Leppävirta, S:t Michel, Rautalampi och Suonenjoki.
Pieksämäki är enspråkigt finskt.
Staden är en viktig järnvägsknutpunkt (Savolaxbanan, Jyväskylä–Pieksämäki-banan och Pieksämäki–Joensuu-banan). I den gamla stationsbyggnaden finns Savolaxbanans museum (fi. Savon radan museo). Den nya järnvägsstationen/resecentret invigdes i början av 1980-talet.

## Kommunsammanslagning
Enklaven Pieksämäki och den omgivande kommunen Pieksänmaa sammanslogs den 1 januari 2007 till den nya staden Pieksämäki. Pieksämäki hade före sammanslagningen 12 282 invånare (per 2006-11-30) och hade en yta på 46,49 km², varav 36,02 km² var landområden.

## Politik

### Mandatfördelning i Pieksämäki stad, valen 1976–2021
| 4 | 14 | 4 | 4 | 2 | 7 |

| 2 | 14 | 3 | 4 | 2 |  | 9 |

|  | 12 | 6 | 7 |  | 8 |

|  | 13 | 5 | 6 |  | 9 |

|  | 15 |  | 5 | 5 |  | 7 |

|  | 14 |  | 10 |  | 8 |

| 2 | 13 | 2 | 10 | 2 | 6 |

| 2 | 13 | 10 | 3 | 7 |

| 25 | 10 |

| 2 | 16 |  |  | 18 | 3 | 8 |

| 30 | 19 |

| 3 | 11 |  | 5 | 14 | 2 | 7 |

| 28 | 15 |

| 2 | 9 | 4 | 3 | 11 |  | 5 |

| 23 | 12 |

| 2 | 7 | 3 | 4 | 11 |  | 7 |

| 20 | 15 |

## Befolkningsutveckling
| Befolkningsutvecklingen i Pieksämäki stad 1975–2020                                                          | Befolkningsutvecklingen i Pieksämäki stad 1975–2020 | Befolkningsutvecklingen i Pieksämäki stad 1975–2020 | Befolkningsutvecklingen i Pieksämäki stad 1975–2020 | Befolkningsutvecklingen i Pieksämäki stad 1975–2020 |
| --- | --------------------------------------------------- | --------------------------------------------------- | --------------------------------------------------- | --------------------------------------------------- |
| |                                                     |                                                     |                                                     |                                                     |
| År |                                                     |                                                     | Folkmängd                                           |                                                     |
| 1975 | 1975                                                |                                                     | 23 363                                              |                                                     |
| 1980 | 1980                                                |                                                     | 23 781                                              |                                                     |
| 1985 | 1985                                                |                                                     | 24 217                                              |                                                     |
| 1990 | 1990                                                |                                                     | 24 128                                              |                                                     |
| 1995 | 1995                                                |                                                     | 23 221                                              |                                                     |
| 2000 | 2000                                                |                                                     | 22 040                                              |                                                     |
| 2005 | 2005                                                |                                                     | 20 966                                              |                                                     |
| 2010 | 2010                                                |                                                     | 19 869                                              |                                                     |
| 2015 | 2015                                                |                                                     | 18 801                                              |                                                     |
| 2020 | 2020                                                |                                                     | 17 375                                              |                                                     |
| Anm: Uppgifterna avser förhållandena den 31 december nämnda år enligt områdesindelningen den 1 januari 2022. |                                                     |                                                     |                                                     |                                                     |